# 여주 이씨
여주 이씨(驪州李氏)는 경기도 여주시를 본관으로 하는 한국의 성씨이다. 중시조를 달리하는 3파가 있다.

## 시조 및 역사
여주 이씨(驪州 李氏)에는 중시조를 달리하는 3파가 있다. 이들은 다같이 고려 중엽부터 경기도 여주시에 자리잡아 세력을 떨치던 호족들이자 상층향리로서 지역을 다스리다가 개성으로 상경해 벼슬을 하였다. 이후 후손들은 시조는 달리하면서도 오랜 예전부터 서로 동족으로 알아 한 뿌리일 것이라는데 의견을 같이해 조선시대부터 대동보를 함께 만들어오기도 했다. 고려시대에는 대 문장가 이규보가 나오면서 가문의 명예를 크게 빛냈다. 조선시대에는 최고 영예인 문묘 종사와 종묘 배향을 동시에 이룬 이언적이 배출되면서 나라를 대표하는 국반(國班)으로 이름을 날렸다.
- 경주파(慶州派)는 고려 때 향공진사(鄕貢進士) 이세정(李世貞)을 시조로 한다. 여강 이씨로도 분리된다. 조선시대 최고 영예인 문묘 종사와 종묘 배향을 동시에 이룬 6현 중 한 명인 이언적을 배출했으며 영남 남인의 대표 가문이었다. 유네스코 세계문화유산으로 지정된 양동마을이 주요 세거지다.

- 교위공파(校尉公派)는 고려 때 인용교위(仁勇校尉)를 지낸 이인덕(李仁德)을 시조로 한다. 조선시대 훈구파의 일원이었고, 이상의 이래 이른바 '정동이씨(貞洞李氏)'로 불리는 등 기호 남인을 영도하는 명문거족으로 이름을 날렸다. 또한 이익을 비롯한 실학의 거장들을 배출했다.

- 문순공파(文順公派)는 고려 때 중윤(中尹)를 지낸 이은백(李殷伯)을 시조로 하고 고려시대 최고 문장가이자 정승인 이규보(李奎報)를 중시조로 한다.

이밖에 상신 2명, 대제학 3명, 청백리 3명, 호당 2명, 공신 5명 등이 나왔다. 문과 급제자는 107명, 무과 급제자는 62명, 생진과 입격자는 275명이다.

## 정재계

### 고려
- 이규보 - 고려 최고의 문인, 호 백운거사(白雲居士), 문하시랑.
- 이수룡 -  고종 때 정당문학, 지문하성사.
- 이벽 - 충렬왕 때 홍문관대제학.
- 이고 - 공양왕 때 한림학사·집현전직제학. 호는 망천(忘川)
- 이행 - 공민왕 때 예문관대제학 이조판서. 호 기우자(騎牛子), 시호 문절.

### 조선
- 이언적: 조선 최고 영예인 문묘 종사와 종묘 배향을 동시에 이룬 6현. 의정부 좌찬성 및 증 영의정. 성리학의 이기론에서 선구적 위치를 차지하는 영남학파의 창시자.
- 이익: 조선 실학의 중조.
- 이중환: 조선 후기 지리학의 선구자. 이익의 재종손 겸 제자이자 《택리지》의 저자.
- 이가환: 조선 후기 수학, 천문학의 대가. 이익의 재종손. 형조판서.
- 이척 - 태종 때 이조참판 겸 직제학. 세자우문학,양녕대군과 사돈, 한명회의 외조부, 장순왕후 및 공혜왕후의 증외조부.
- 이자- 세종때 지동령부사. 양녕대군의 사위, 한명회의 외삼촌
- 이계손: 성종 때 병조판서. 계유정난 공신.
- 이우직: 선조 때 의정부 우참찬, 형조·예조판서, 청백리 녹선.
- 이상의 - 선조 때 의정부 좌찬성, 여흥부원군. '정동이씨(貞洞李氏)'의 뿌리.
- 이광륜: 선조 때 의병장. 순조 때 이조판서 추증, 시호 의헌공.
- 이광복-선조때 공조정랑. 호조참판 추증
- 이종상: 영남 남인 성리학의 거두.
- 이능섭: 고종 때 이조참판, 경주부윤.
- 이재교: 1884년 제 7차 영남만인소(嶺南萬人疏)의 소수(疏首)

### 한말 및 일제
- 이승훈: 한말의 독립운동가. 오산학교 교장, 민족대표 33인 기독교 대표, 동아일보사 사장.
- 이능윤: 한말과 일제시대 성리학자. 도산서원, 옥산서원, 도동서원 원장에 선임.
- 이필봉: 한말의 독립운동가. 건국훈장 독립장 추서.

### 현대
- 이완구 - 국무총리.
- 이원경 - 외무부 장관.
- 이규효 - 건설부 장관.
- 이한구 - 국회의원, 한나라당 원내대표.
- 이미경 - 국회의원.
- 이태식 - 주미대사.
- 이원만, 이동찬, 이웅렬 - 코오롱그룹 회장.
- 이필상 - 고려대학교 총장. 경영대학장.
- 이기문 - 서울대학교 국어국문학과 교수. 국어학자.
- 이기백 - 서강대학교 사학과 교수.
- 이인성 - 서울대학교 불어불문학과 교수.
- 이규문 - 부산광역시경찰청장.
- 이동환 - 고려대학교 한문학과 교수.
- 이은정 - 서울대학교 동양사학과 교수.
- 이병선 - 부산대학교 국어국문학과 교수.
- 이병혁 - 부산대학교 한문학과 교수.
- 이기남 - 전 동아대학교 의과대학 영상의학과 교수.
- 이정형 - 동아대학교 국어국문학과 교수.
- 이혜정 - 경북대학교 중어중문학과 교수.
- 이동채 - 에코프로그룹 회장.

## 본관
경기도 여주를 근거지로 살았기 때문에 후손들은 여주를 본관으로 삼고있다. 그러나 3파의 본관을 각각 다르게 써오고 있는데 교위공파는 고려 때는 황려(黃驪)로 조선 때는 여흥(驪興), 여주로 사용하였으며 간혹 본관을 영의(永義)로 사용하는 지파도 있었다. 문순공파는 이규보의 후손 가운데 하음(河陰. 지금의 강화)을 본관으로 사용한 지파가 있었다. 경주파는 여강(驪江)을 본관으로 사용해 왔었다. 그러나 현재는 본관을 여주로 통일하여 사용하고 있다.
여주(驪州)는 본래의 지명은 골내근현(骨乃斤縣)으로 고려 태조 23년(940년) 황려현(黃驢縣)이 된 후, 현종 9년(1018년) 강원도 원주에 영속되었다가 고종 1년(1214년) 영의(永義)로 개칭되었다. 고려 충렬왕 31년(1305년)에 여흥군(驪興郡)으로 승격한 후, 조선 태종 1년(1401년) 음죽현(陰竹縣)의 북부를 편입하여 여흥부(驪興府)로 승격되면서 관할이 충청도에서 경기도로 변경되었다. 태종 때에는 도호부(都護府)가 설치되었고, 조선 예종 1년(1469년) 세종대왕 능인 영릉(英陵)을 현 능서면 왕대리(旺垈里)로 옮기면서 천령현(川寧縣)을 병합하여 여주목(驪州牧)으로 하고 목사(牧使)를 주재시켰다. 조선 연산군 7년(1501년) 여주목의 관할 구역을 없애고 충주부(忠州府)의 관할하에 두었다가 1895년 충주부 여주군으로 칭하였으며, 1914년 경기도 여주군이 되었다.

## 분파

### 경주파 분파
- 장사공파(壯士公派)
- 사직공파(司直公派)
- 지헌공파(止軒公派)
- 판서공파(判書公派)
- 현감공파(縣監公派)
- 무첨당파(無忝堂派)
- 양졸당파(養拙堂派)
- 설천정파(雪川亭派)
- 수졸당파(守拙堂派)
- 오의정파(五宜亭派)
- 향단파(香檀派)
- 옥산파(玉山派)
- 경력공파(癡庵公派)
- 경산파(慶山派)

### 교위공파 분파

#### 서예공파(書藝公派)
5세 수산(秀山)을 파조로 한다. 현재 북한 지역에 거주한다.
  * 선천파(宣川派): 수산의 장남인 헌(瀗)을 파조로 한다.
  * 상원파(祥原派): 수산의 차남인 상(祥)을 파조로 한다.

#### 상서공파(尙書公派)
5世 수해(秀海)를 파조로 한다. 증손자대에서 삼형제에 의해 셋으로 나뉜다.  첫째 진(珎)의 증손자 계손은 감찰공파의 파조, 둘째 지(止)는 진주파를 세웠으나 단절되었다. 셋째 고(皐)는 학사공파의 파조이다..
- 경헌공파(敬憲公派): 11世 계손(繼孫)을 파조로 한다.
  - 감찰공파(監察公派):계손의 장남인 지임(之任)을 파조로 한다.
  - 사평공파(司評公派):계손의 차남인 지화(之和)를 파조로 한다.
  - 제천공파(提川公派):계손의 삼남인 지시(之時)를 파조로 한다.
    - 춘주공파(春州公派): 16世 상홍(尙弘)을 파조로 한다. 상홍은 상의, 상관 상신의 형이다.
    - 소릉공파(少陵公派): 16世 상의(尙毅)를 파조로 한다. 상의의 증손자인 이익과 외증손유형원등 조선 후기 남인계열의 실학자들을 다수 배출하였다.
    - 순창공파(淳昌公派): 16世 상관(尙寬)을 파조로 한다.
    - 호산청은공파(湖山淸隱公派): 16世 상신(尙信)을 파조로 한다. 춘천시를 세거지로 한다.
- 판서공파(判書公派): 13世인 공림(公霖)을 파조로 한다.
- 진주파(晋州派): 8世 지(止)를 파조로 한다. 그러나 단절되었다.
- 학사공파(學士公派): 8世 고(皐)를 파조로 한다.  이고 이후 수원시에 거주하여 수원파라고도 한다.
  - 박천공파(博川公派): 13世이자 학사공의 장손인 학(鶴)을 파조로 한다. 이들 중 주손인 감역공파를 중심으로 하여 세운 학교가 수원공업고등학교다.
    - 부사직파(副司直派): 학의 장남인 승무(承武)를 파조로 한다. 승무는 자식이 없어 동생 승종의 삼남 치(緇)를 양자로 들였다. 치는 탄핵되어 물러났으나 임진왜란이 발발하자 백의종군하였다.
- 감역공파(監役公派): 18世이자 박천공의 종손인 동일(東一)을 파조로 한다.
- 황주공파: 학의 차남인 승종(承宗)을 파조로 한다.
- 부윤공파: 학의 삼남인 승서(承緖)를 파조로 한다.

 * 사직공파(司直公派): 13世 란(鸞)을 파조로 한다. 함안군을 세거지로 한다.
     * 만묵당파: 16세 봉사공의 무후로 동생인 두곡공의 차남인 17世 경무(景茂)를 파조로 한다.
     * 삼열당파: 두곡공의 장남인 17世 경번(景蕃)을 파조로 한다.
     * 군실공파: 두곡공의 삼남 17世 경환(景煥)을 파조로 한다.
     * 광양공파(廣陽公派): 사직공의 차남계열로 16세 분형(賁亨)을 파조로 한다.
 * 천안공파(天安公派): 13世 응(鹰)을 파조로 한다. 그가 천안군수였기에 천안공파라는 이름이 붙었다. 남원시를 세거지로 한다.
 * 설헌공파(雪憲公派): 9世 중견(仲堅)을 파조로 한다.
 * 주부공파: 11世 충(忠)을 파조로 한다.

#### 정당공파 (政堂公派)
5세 수룡(秀龍)을 파조로 한다.
  * 문절공파(文節公派): 9世 행(行)을 파조로 한다. 이 파는 훈구파 가문의 일원이다.
* 밀양파(密陽派): 12世인 증석(曾碩)을 파조로 한다.
    * 진사공파(進士公派): 16世 경승(慶承)을 파조로 한다.
    * 금시당파(今是堂파): 15世 광진(光軫)을 파조로 한다.
    * 월연공파(月淵公派): 14世 태(迨)를 파조로 한다.
 * 직장공파: 13世인 사진(師鎭)을 파조로 한다.
 * 포천공파: 12世인 증약(曾若)을 파조로 한다.
     * 홍주파(洪州派): 증약의 장남인 사원을 파조로 한다. 홍성군을 세거지로 한다.
     * 춘천파(春川派): 증약의 차남인 사침을 파조로 한다. 춘천시를 세거지로 한다.
```
    * 고창파(高敞派): 증약의 삼남인 사경을 파조로 한다. 
고창군
을 세거지로 한다.
```

 * 여천군파(驪川君派): 10世 몽가(夢哥)를 파조로 한다.
 * 북청파(北靑派): 8世 천배(天培)를 파ㆍ조로 한다.

### 문순공파(文順公派) 분파
* 판서공파(判書公派): 이규보의 장남 함(涵)을 파조로 한다.
 * 사간공파(司諫公派): 이규보의 차남 징(澄)을 파조로 한다.
 * 녹사공파(錄事公派): 이규보의 삼남인 제(濟)를 파조로 한다.

## 조선 왕실과의 인척 관계
- 양녕대군의 부마 이자(李孜)

## 주요 집성촌
- 경기도 수원시 장안구 조원동
- 경북 경주시 강동면 양동리 유네스코 세계문화유산 양동마을
- 경북 영일군 신광면 우각동
- 경북 포항시 기북면 오덕리
- 경북 예천군 용궁면 무이리
- 경북 경주시 안강읍 옥산리
- 경북 경주시 안강읍 하곡리
- 경북 고령군 고령읍 중화동
- 경남 함안군 여항면 내곡리. 외암두곡리
- 평남 중화군 수산면 은구리
- 평남 중화군 풍동면 덕암리

## 항렬자
- 교위공파

| 25세   | 26세            | 27세          | 28세            | 29세          | 30세          | 31세          | 32세            | 33세          | 34세            | 35세          | 36세            | 37세          | 38세            | 39세          | 40세            |
| ------ | --------------- | ------------- | --------------- | ------------- | ------------- | ------------- | --------------- | ------------- | --------------- | ------------- | --------------- | ------------- | --------------- | ------------- | --------------- |
| 종(鍾) | ○건(乾) ○구(九) | 필(弼) 병(炳) | ○녕(寧) ○형(衡) | 성(成) 무(茂) | 희(熙) 기(起) | 용(鏞) 강(康) | ○재(宰) ○장(章) | 정(廷) 성(聖) | ○규(揆) ○발(發) | 상(相) 근(根) | ○열(烈) ○영(榮) | 재(在) 경(坰) | ○석(錫) ○용(鎔) | 영(永) 순(淳) | ○중(重) ○만(萬) |

| 41세          | 42세            | 43세          | 44세            | 45세            | 46세            | 47세            | 48세            | 49세            |
| ------------- | --------------- | ------------- | --------------- | --------------- | --------------- | --------------- | --------------- | --------------- |
| 봉(鳳) 항(亢) | ○백(栢) ○석(奭) | 연(衍) 하(河) | ○빈(斌) ○의(義) | 령(岺)○ 원(苑)○ | ○경(慶) ○광(廣) | 창(彰)○ 달(達)○ | ○각(珏) ○정(程) | 징(澄)○ 계(癸)○ |